# Albufera de Gaianes
L'albufera de Gaianes està situada al municipi de Gaianes, País Valencià.
És una llacuna endorreica, les aigües de la qual s'aboquen al riu Serpis. La seua existència està documentada des de principis del segle xv. L'antiga llacuna va ser dessecada per evitar malalties durant la Guerra Civil espanyola. En 2004, després d'unes fortes pluges, l'espai natural es va recuperar.
L'any 2007, la llacuna va incloure's dins de l'espai natural Paisatge protegit del riu Serpis. Des d'aleshores es va convertir en espai natural protegit per a la biodiversitat de flora i fauna.
La llacuna és freqüentada per aus migratòries i aus nidificants i hivernants. És una zona de cura i seguiment de tortugues leproses, autòctones de la zona. L'espai compta amb punts d'observació i està envoltat de camps de cultiu de secà.